# 清水亘 (水産学者)
清水 亘(しみず わたる、1900年8月20日 - 1986年9月20日）は、水産学者。愛媛県出身。

## 人物
1927年京都帝国大学農学部卒。1947年より京都大学農学部教授。1963年の京大退官以降は日本大学農獣医学部教授となった。
魚肉ハムや魚肉ソーセージの考案者である。1960年には魚肉冷凍すり身を考案するなど水産加工品の発展に大きく寄与し、初代かまぼこ博士として知られた。